# Mistrzostwa Europy w Łyżwiarstwie Szybkim w Wieloboju 1912
22. mistrzostwa Europy w łyżwiarstwie szybkim w wieloboju odbyły się w dniach 10–11 lutego 1912 roku w Sztokholmie (Szwecja). W zawodach brali udział tylko mężczyźni. Zawodnicy startowali na czterech dystansach: 500 m, 1500 m, 5000 m i 10000 m. Drugie złoto w karierze wywalczył Norweg Oscar Mathisen.

## Uczestnicy
W zawodach wzięło udział 14 łyżwiarzy z 4 krajów. Sklasyfikowanych zostało 12.
| Państwa biorące udział w mistrzostwach | Państwa biorące udział w mistrzostwach | Państwa biorące udział w mistrzostwach |
| -------------------------------------- | -------------------------------------- | -------------------------------------- |
| Imperium Rosyjskie                     | Norwegia                               | Szwecja                                |

## Wyniki
- NC – nie zakwalifikował się

| Pozycja | Zawodnik           | Kraj               | 500 m      | 5000 m        | 1500 m       | 10000 m       | Suma pkt. |
| ------- | ------------------ | ------------------ | ---------- | ------------- | ------------ | ------------- | --------- |
| 01 !    | Oscar Mathisen     | Norwegia           | 44.8 (1.)  | 9:03.4 (1.)   | 2:20.6 (1.)  | 18:03.8 (1.)  | 4         |
| 02 !    | Gunnar Strömstén   | Imperium Rosyjskie | 47.8 (5.)  | 9:14.4 (2.)   | 2:29.6 (6.)  | 18:18.4 (2.)  | 16        |
| 03 !    | Martin Sæterhaug   | Norwegia           | 46.2 (2.)  | 9:20.8 (6.)   | 2:25.8 (2.)  | 18:35.6 (6.)  | 16        |
| 4.      | Ernst Cederlöf     | Szwecja            | 47.8 (5.)  | 9:18.6 (4.)   | 2:29.8 (7.)  | 18:32.4 (5.)  | 22.5      |
| 5.      | Otto Andersson     | Szwecja            | 47.4 (4.)  | 9:20.4 (5.)   | 2:29.8 (7.)  | 18:39.0 (8.)  | 24.5      |
| 6.      | Petrus Axelson     | Szwecja            | 48.0 (8.)  | 9:14.8 (3.)   | 2:30.0 (9.)  | 18:37.4 (7.)  | 27        |
| 7.      | Wasilij Ippolitow  | Imperium Rosyjskie | 48.2 (9.)  | 9:30.6 (11.)  | 2:28.8 (4.)  | 18:22.2 (3.)  | 27.5      |
| 8.      | Henning Olsen      | Norwegia           | 47.2 (3.)  | 9:30.6 (11.)  | 2:27.4 (3.)  | 18:55.8 (11.) | 28.5      |
| 9.      | Stener Johannessen | Norwegia           | 48.8 (10.) | 9:25.3 (8.)   | 2:30.2 (11.) | 18:30.0 (4.)  | 33        |
| 10.     | Paul Zerling       | Szwecja            | 50.2 (13.) | 9:23.0 (7.)   | 2:29.4 (5.)  | 18:43.0 (10.) | 33        |
| 11.     | Walter Tverin      | Imperium Rosyjskie | 47.8 (5.)  | 9:26.0 (9.)   | 2:30.0 (9.)  | 19:04.8 (12.) | 37        |
| 12.     | Paul Poss          | Szwecja            | 51.2 (14.) | 9:26.8 (10.)  | 2:32.8 (12.) | 18:40.8 (9.)  | 43        |
| NC      | Jean Pettersson    | Szwecja            | 48.8 (10.) | 9:42.0 (13.)  | 2:33.2 (13.) | NC            |           |
| NC      | Albert Berglund    | Szwecja            | 49.6 (12.) | 10:08.6 (14.) | 2:37.2 (14.) | NC            |           |